# 于致顺
于致顺（1931年—），曾用名于治舜，男，辽宁大连人，中国中医针灸学家，黑龙江中医药大学教授。1992年被聘为国务院学位委员会中医学科组成员。